# Calle de Jerónimo de Alcalá
La calle de Jerónimo de Alcalá es una vía pública de la ciudad española de Segovia.

## Descripción
La calle discurre desde la plaza de la Reina Doña Juana hasta llegar a la del Conde de Alpuente, donde conecta con la calle del Idrisi. Debe su nombre al médico Jerónimo de Alcalá Yáñez de Ribera (1571-1632), autor asimismo de la obra El donado hablador. Aparece descrita en Las calles de Segovia (1918) de Mariano Sáez y Romero con las siguientes palabras:

Jerónimo de Alcalá.—Va desde la plazuela de la Reina D.ª Juana a la calle de San Agustín. Está dedicada al médico segoviano Dr. D. Jerónimo de Alcalá Yáñez y Ribera, autor de la célebre novela Alonso, mozo de muchos amos o El donado hablador.
(Sáez y Romero, 1918, p. 91)